# Damaz Rijavec
Damaz Rijavec (krstno ime Jožef Rijavec), italijanski redovnik in profesor teologije slovenskega rodu, * 23. februar 1913, Trnovo, Nova Gorica, † 4. maj 1998, Conegliano, Italija.

## Življenje in delo
Ljudsko šolo je obiskoval v rojstnem kraju. Po pripravnici v kapucinskem samostanu v Vipavskem Križu je odšel v Verono in Padovo kjer je v letih 1929−1937 končal srednje šole. Bogoslovje
je študiral v Benetkah in na Gregorianski univerzi Rimu kjer je leta 1943 doktoriral iz teologije, na Bibličnem inštitutu pa 1945 še iz svetopisemskih ved.
V kapucinski red je vstopil leta 1930 v samostanu Bassano del Grappa, mašniško posvečenje pa prejel 2. julija 1937 v Benetkah. Po vrnitvi iz Rima je do 1976 predaval Staro in Novo zavezo na kapucinskem teološkem inštitutu v Benetkah, v teološkem patriahalnem semenišču v Benetkah in na bogoslovni šoli za laike v Vicenzi. Po letu 1976 je bil spovednik v kapucinskem samostanu v Padovi kot eden naslednikov sv. Leopolda Mandiča, ki ga je osebno poznal.  Damaz Rijavec, ki je večino svojega življenja živel in delal med Italijani, je ohranil veliko ljubezen do slovenskega naroda in jezika.